# Bdeogale
Bdeogale is een geslacht van mangoesten uit de klasse van de Mammalia (zoogdieren).

## Soorten
- Bdeogale crassicauda Peters, 1852
- Bdeogale jacksoni (Thomas, 1894)
- Bdeogale nigripes Pucheran, 1855
- Bdeogale omnivora Heller, 1913